# Jan Schäfer-Kunz
Jan Schäfer-Kunz (* 21. Juni 1964 in London) ist ein deutscher Ingenieur und Wirtschaftswissenschaftler.

## Leben
Jan Schäfer-Kunz wurde im Chiswick Maternity Hospital im Londoner District Ealing geboren. Seine Eltern lebten zu diesem Zeitpunkt in London, weil sein Vater in der Konzernzentrale von Shell arbeitete. Jan Schäfer-Kunz wuchs in Hamburg, Karlsruhe und Stuttgart auf und studierte ab 1983 an der Universität Stuttgart Maschinenbau. Das Studium schloss er 1987 als Diplom-Ingenieur ab. In den Jahren 1988 bis 1989 absolvierte Schäfer-Kunz im Führungsstab des Heeres der Bundeswehr seinen Wehrdienst. Er begann anschließend ab 1989 bei der Robert Bosch GmbH ein zweijähriges Trainee-Programm und arbeitete danach ein halbes Jahr in der Fertigungskoordination für Auslandsgesellschaften. Parallel nahm Schäfer-Kunz – erneut an der Universität Stuttgart – ein Studium der Betriebswirtschaftslehre auf, das er 1992 erfolgreich als Diplom-Kaufmann beendete. Seine anschließende Promotion an der Universität Stuttgart schloss er 1995 als Doktor der Wirtschafts- und Sozialwissenschaften ab. Von 1994 bis 1999 arbeitete er bei der Fraunhofer-Gesellschaft. Seit 1999 ist er Professor für Betriebswirtschaft mit Schwerpunkt Rechnungswesen an der Hochschule Esslingen.

## Publikationen
- Schäfer-Kunz, Jan (1995): Strategische Allianzen im deutschen und europäischen Kartellrecht, Peter-Lang-Verlag, Frankfurt.
- Schäfer-Kunz, Jan; et al. (1998): Make-or-buy-Entscheidungen in der Logistik, Deutscher Universitäts-Verlag, Wiesbaden.
- Schäfer-Kunz, Jan; et al. (2000): Die neue Schule des Controllers, Band 1, Schäffer-Poeschel-Verlag, Stuttgart.
- Schäfer-Kunz, Jan; et al. (2021): Einführung in die Betriebswirtschaftslehre, 8. Auflage, Schäffer-Poeschel-Verlag, Stuttgart.
- Schäfer-Kunz, Jan (2022): Buchführung und Jahresabschluss, 4. Auflage, Schäffer-Poeschel-Verlag, Stuttgart.